# Флотація золотовмісних руд
Флотація золотовмісних руд

## Характеристика вихідного матеріалу
Див. також: Золотоносні руди
Родовища золота підрозділяються на корінні, розсипні і конгломерати. Золото в рудах і розсипах знаходиться в основному у самородному вигляді, що являє собою твердий розчин золота, в якому також містяться домішки срібла, міді, заліза, свинцю, бісмуту, платини, ртуті (до 50 %). Залежно від крупності самородне золото класифікують на тонкодисперсне (менше 1 — 5 мкм), пилоподібне (5 — 50 мкм), дрібне (0,05 — 2 мм) і крупне (понад 2 мм). Природні сполуки золота калаверит, кренерит, петцит, сильваніт мають другорядне значення.
Протягом останніх років В Україні відкрито багато золоторудних об'єктів: у Карпатській золотоносній провінції, в межах Українського щита, у Донецькому регіоні [8].
Мінеральний склад корінних руд складний. Основним мінералом цих руд є кварц, вміст його коливається від 10 до 98 %. Крім кварцу у рудах присутні сульфіди заліза (пірит, марказит), міді (халькопірит), арсену (арсенопірит), свинцю, цинку, бісмуту, срібла. Несульфідні мінерали представлені оксидами, карбонатами, баритом, турмаліном, каолінітом, гематитом, магнетитом, вуглистими сланцями, графітом.
За речовинним складом і умовами утворення ендогенні родовища підрозділяються на дві великі групи: золото-сульфідно-кварцові і сульфідні.
Головний жильний мінерал золото-сульфідно-кварцових руд — кварц. В різних кількостях присутні карбонати кальцію і заліза, барит, хлорит, серицит, турмалін. Вміст рудних мінералів від 1,5 до 20 %. Серед рудних мінералів частіше переважають пірит, рідше арсенопірит, до них підлеглі піротин, сульфіди міді і свинцю, цинку, бісмуту, срібла, оксиди заліза, самородні срібло, бісмут. Золото в цих рудах розподілено дуже нерівномірно, а крупність його — від дрібної до крупної і самородків. Вміст золота коливається від 10 до 1000 г/т.
Мінеральний склад сульфідних руд порівняно простий. В рудах переважають пірит і арсенопірит, в меншій кількості присутні сульфіди (іноді і телуриди) міді, свинцю, бісмуту. Крім самородного, в деяких рудах золото представлено різними телуридами. Розподіл золота в рудах порівняно рівномірний. Золото в сульфідних рудах — тонкодисперсне, а вміст його рідко перевищує 1 –2 г/т. З цих руд золото вилучається разом з мідними, свинцевими, цинковими і піритними концентратами. Залежно від речовинного складу сульфідні золотовмісні руди підрозділяються на золото-піритні, золото-арсенові, золото-мідні, золото-стибієві, золото-уранові і золото-поліметалічні.
Серед золотовмісних розсипів найбільшу промислову цінність мають алювіальні (руслові, долинні, терасові) і древні поховані. Вміст золота в них коливається від 100 мг/м3 до десятків г/м3. Зерна золота за формою підрозділяються на грудкоподібні, сферичні, плоскі і пластинчасті; крупність зерен золота в промислових розсипах становить від 0,1 до 4 мм.
Мінеральний склад важкої фракції (густина понад 3500 кг/м3) розсипів звичайно представлений каситеритом, вольфрамітом, шеєлітом, рутилом, сфеном, топазом, цирконом. Вміст цих мінералів, а також гранулометричний склад золота і особливості форми його зерен є основними факторами, які впливають на технологію первинного збагачення і доводки.
Золотоносні конгломерати складаються із зцементованої гальки з домішкою піску, гравію і валунів. Цементом в конгломератах звичайно є оксиди заліза, карбонати і глинистий матеріал. Цемент становить 70 — 80 % об'єму конгломерату. Зерна золота в конгломераті мають звичайно овальну і округлу форму. Вміст золота в конгломераті 5 — 20 г/т. В конгломератах може міститься до 0,06 % урану.
Розсипи і конгломерати перероблюють за гравітаційними схемами. Після гравітаційного збагачення флотація може застосовуватись для підвищення вилучення тонких зерен золота. Корінні руди збагачуються в основному за комбінованими схемами із застосуванням флотації.
При збагаченні золотовмісних руд основна задача флотації полягає у отриманні відвальних відходів і концентрації золота в продукті, який у подальшому перероблюється металургійними методами.

## Технологія флотації золотовмісних руд
Флотація вільного дрібного золота основана на його здатності до сорбції сульфгідрильних збирачів. Флотація проводиться при рН = 7 — 9 різними ксантогенатами, дітіофосфатами й їхніми сумішами. При адсорбції ксантогенату на поверхні частинки золота утворюється важкорозчинний ксантогенат золота AuROCSS.
Депресують флотацію золота ціаніди, сірчаний натрій, сульфіт і тіосульфат натрію, луги, рідке скло, мідний купорос і деякі органічні сполуки — крохмаль, поліакриламід. Найсильніший депресор золота — сірчистий натрій, при введенні якого відбувається десорбція ксантогенату з поверхні золота і утворення на ній сульфіду Au2S, що не флотується без збирача.
Золото із золотоносних пісків флотується дуже рідко. Це пов'язано з тим, що вміст у цих пісках золота флотаційних класів крупності низький і, отже, процес флотаційного вилучення золота з пісків неекономічний. Крім того, флотація золота має ряд особливостей, які обмежують її застосування: по-перше, внаслідок високої густини частинки золота крупніше 0,15 мм флотуються погано; по-друге, флотованість частинок золота залежить від їхньої форми і структури. Добре флотуються частинки золота пластинчастої форми, а у флотаційні відходи переходять частинки округлої форми. Ці особливості обумовлюють високі вимоги до технологічного режиму флотації, тобто до вмісту твердого в пульпі, розміру повітряних бульбашок, ступеня аерації, турбулентності в зоні флотації і т. ін. Тому краще застосовувати пневматичні і пневмомеханічні флотаційні машині, в яких утворюються більш оптимальні умови флотації частинок золота ніж в машинах механічного типу. Ці особливості, крім того, впливають на вибір схеми флотації з мінімальним числом перечисних операцій, або взагалі без них. В основній флотації намагаються отримати остаточний концентрат, тому що важкофлотовані частинки золота, які перейшли у концентрат основної флотації можуть втрачатися з відходами перечисток.
Поведінка золотовмісних мінералів у процесах збагачення залежить від їхнього складу і характеру вкраплення. Крупновкраплені мінерали, крупне і дрібне самородне золото добре вилучається гравітаційними процесами, але погано флотується і повільно ціанується. Пилоподібне і частково дрібне золото добре флотується, але гірше вилучається гравітаційними процесами. Воно добре ціанується, якщо не зв'язане з телуридами. Тонкодисперсне золото погано вилучається і гравітаційними процесами, і флотацією, якщо воно не зв'язане з мінералами-носіями. Таке золото вилучається тільки гідрометалургійною обробкою. Золото, яке тісно зв'язане з сульфідами, добре вилучається процесами, що передбачаються для вилучення сульфідів (флотацією, відсадкою, концентрацією на столах і т. д.). Виділення золота з сульфідних продуктів здійснюється звичайно після руйнування самих сульфідів випалом або біохімічним способом.

### Особливості флотації різних типів золотовмісних руд
Схеми і режими переробки руд суттєво залежать від їхнього мінерального складу, зруйнованості, наявності або відсутності домішок, які ускладнюють вилучення золота, а також від розмірів частинок золота.
З малосульфідних корінних руд залежно від крупності золото звичайно вилучається по одно- або двостадійній гравітаційно-флотаційній схемі в поєднанні з амальгамацією або ціануванням. Якщо в руді міститься достатньо крупне золото, то після першої стадії подрібнення застосовується гравітаційне збагачення, наприклад, в відсаджувальних машинах. Така схема дозволяє з використанням гравітаційних процесів вилучити до 80 % золота.
При ціануванні відходів гравітаційного збагачення вилучення підвищується до 95 %. Однак ціанування неприйнятне для руд в яких містяться вуглисті речовини, а також сульфіди міді і стибію. Крім того, ціануванням не вилучається золото, що тонко вкраплене в сульфідні мінерали. В цьому випадку доцільніша флотація золота разом з сульфідними мінералами. При дрібному і нерівномірному вкрапленні сульфідів і золота кращі результати можуть бути одержані при збагаченні стадіальними флотаційними схемами. Однак у випадку одержання відходів з вмістом золота вище відвального їх піддають гравітаційному збагаченню в гідроциклонах або у відсаджувальних машинах з поверненням піскової фракції чи концентрату у голову процесу або у самостійний цикл на ціанування.
В золото-піритних рудах тонкодисперсне золото звичайно зв'язане з піритом, тому його виділяють флотацією разом з піритом. Для одержання відходів з відвальним вмістом золота подовжують фронт контрольної флотації з отриманням в кожної контрольної операції після однієї перечисної готового концентрату, який направляється на ціанування. Якщо тонковкраплене в піриті золото не вилучається ціануванням, флотаційний концентрат перед ціануванням випалюють при температурі 650—700 °C з отриманням пористого огарку, що забезпечує розкриття зерен золота. Іноді для зменшення втрат золота з відвальними відходами застосовують їхнє ціанування. Однак, якщо в руді є вільне золото, при випалі воно поглинається легкоплавкими компонентами руди і при подальшому ціануванні не вилучається. У цьому випадку застосовується схема (рис. 6.20), в якої ціануванню піддається гравітаційний концентрат з розчиненням вільного золота. Відходи ціанування направляються на сульфідну флотацію з подальшим випалом і ціануванням концентрату.
У сульфідних золото-мідних рудах золото знаходиться не тільки у вільному стані, але й тонко вкраплене в сульфіди (в основному в халькопірит). В рудах крім сульфідів міді звичайно присутні пірит, арсенопірит, піротин, які також містять золото, але у меншій кількості, ніж халькопірит. Такі руди після видалення з них вільного золота гравітаційними процесами (відсадкою, збагаченням на шлюзах) і подрібнення до крупності 70 % класу — 0,2 мм направляються на І колективну флотацію, куди подаються ксантогенат і соснове масло. Після подрібнення відходів флотації до крупності 95 % класу –0,2 мм з них відсадкою вилучається вільне золото, а злив класифікації надходить на ІІ колективну флотацію, яка також проводиться з ксантогенатом і сосновим маслом.
Колективний концентрат після перечисних операцій направляється на мідну флотацію, де відбувається депресія піриту вапном, але при зниженій лужності, тому що в сильнолужному середовищі депресується золото. Одержаний золото-мідний концентрат після зневоднення і сушки направляються на мідеплавильний завод. Благородні метали при електролітичному переділі чорнової міді, що утворюється при плавці, переходять в електролітичні шлами, з яких благородні метали вилучаються на спеціальних заводах. Піритний концентрат направляється на ціанування для вилучення золота, що міститься в ньому.
Загальне вилучення золота за такою схемою становить 90 — 91 %.

### Флотація золото-арсенових руд

Схема переробки вуглистої золото-арсенової руди

Золото-арсенові руди є найбільше важким об'єктом збагачення тому що можуть містити до 10 % арсену у вигляді арсенопіриту зі значною кількістю золота тонкого, майже емульсійного вкраплення. Крім арсенопіриту в рудах звичайно міститься халькопірит. Ці руди дуже важкозбагачувані через наявність в них вуглистих сланців.
Збагачення золото-арсенових руд здійснюється за комбінованою гравітаційно-флотаційною схемою.
Після виділення з вихідної руди відсадкою з перечищенням на концентраційних столах гравітаційного концентрату відходи гравітаційного циклу направляються на флотацію з виділенням колективного концентрату.

### Збагачення сульфідних золотовмісних руд
Особливу складність при флотації сульфідів являють вуглисті речовини, які переходять у концентрат і значно підвищують їх вихід, але знижують вміст золота.
Крім того, ці концентрати у подальшому не можуть перероблятись ціануванням, тому що вуглисті сланці є сорбентом золотоціанистого комплексу. У цьому випадку вуглистий концентрат з колективного концентрату виділяють з доданням вапна, спінювача Т-66 і гасу, а відходи флотації вуглистих сланців з доданням мідного купоросу розділяють на золото-піритний і золото-арсеновий концентрати.

### Збагачення поліметалічних золотовмісних руд
В поліметалічних рудах золото звичайно знаходиться в тонкодисперсному стані в сульфідних мінералах, в першу чергу в піриті і халькопіриті, рідше в галеніті й сфалериті і, крім того, може знаходиться у вільному стані.
Технологія вилучення золота із поліметалічних руд складається з уловлювання вільного золота в циклі подрібнення і повнішого його вилучення з концентратами, в яких воно зв'язано з основними цінними компонентами.
Відсаджувальні машини встановлюють у відділенні подрібнення поряд з млинами і класифікаторами. Концентрат відсаджувальних машин класифікується в гідроциклонах, злив яких направляється у відвал, а піски після подрібнення — на концентраційні столи, де одержують золотовмісний продукт. Вилучення золота в гравітаційному циклі становить до 70 %. Відходи відсадки і первинної концентрації на столах направляються на подрібнення і флотацію основних компонентів, попутно з якими вилучається й золото. Після селективної флотації вилучення золота в мідний концентрат становить 30 %, в свинцевий — 5 – 6 %.

## Використання концентратів
Золото, головним чином, використовується у сфері товарного виробництва — виконує функцію грошей, у ювелірній справі. Сплави золота з іншими металами широко використовуються у техніці. Сплави з міддю (лігатура) використовуються для виготовлення монет, медалей, ювелірних виробив. Ці сплави відрізняються м'якістю і пластичністю, вони менше ковкі, але більше тверді, ніж чисте золото. Сплави золота з платиною використовуються у електротехнічній промисловості і у виробництві хімічно стійкої апаратури. В електротехніці застосовуються також сплави золота з сріблом. Використовується золото також в медицині у виді лікувальних зависей в маслі і колоїдних розчинів!